# Sciaffusa
Sciaffusa (in tedesco Schaffhausen , in francese Schaffhouse, in romancio Schaffusa) è una città della Svizzera di 36587 abitanti, capitale del cantone omonimo.

## Storia
Sciaffusa in epoca medievale era una città libera dell'Impero, di cui si hanno documenti che risalgono al 1045. Nel 1333 prese in affitto il privilegio di coniazione dall'abbazia di Allerheiligen. Per un periodo fu sotto il dominio degli Asburgo, ma riottenne la sua indipendenza nel 1415. Si alleò con Zurigo nel 1457 e divenne un membro a pieno titolo della Confederazione Elvetica nel 1501.
Nel 1757 vi fu costruito un ponte sul Reno, allora il ponte più a valle valicante quel fiume. Dal suo territorio nel 1831 fu scorporata la località di Neuhausen am Rheinfall (fino al 1938 Neuhausen), divenuta comune autonomo. La prima ferrovia arrivò a Sciaffusa nel 1857. Il 1º aprile 1944 Sciaffusa subì un bombardamento aereo da parte dell'aeronautica militare statunitense, che la scambiò accidentalmente per una città tedesca, trovandosi geograficamente il cantone e la città al di là del Reno.

## Geografia antropica

### Variazioni
Nel 1947 ha incorporato il comune soppresso di Buchthalen, nel 1964 quello di Herblingen e nel 2009 quello di Hemmental.

## Monumenti e luoghi d'interesse
- Munot: vecchia fortezza cantonale, è il simbolo della città[1].
- Parte vecchia della città: accoglie palazzi di epoca rinascimentale[1], decorati con affreschi e sculture sui muri esterni[senza fonte].
- Convento di Allerheiligen: già abbazia benedettina e in seguito convento di canonici regolari[1].

## Economia
La città è sede, tra l'altro, della fabbrica di orologi International Watch Company.